# Bahram Vallis
Bahram Vallis és una formació geològica de tipus vallis a la superfície de Mart, localitzada amb el sistema de coordenades planetocèntriques a 21.57 ° latitud N i 304.48 ° longitud E, que fa 269.68 km de diàmetre. El nom va ser aprovat per la UAI l'any 1976 i fa referència a una característica d'albedo que pren el nom del mot persa del planeta Mart.